# الانتخابات الرئاسية الصومالية 2017
أجريت الانتخابات الرئاسية الصومالية 2017 في الصومال في 8 فبراير 2017 وانتخب فيها رئيس الوزراء السابق محمد عبد الله محمد بواسطة البرلمانيين المنتخبين في الانتخابات البرلمانية التي جرت عام 2016.
كانت من المقرر إجراء الانتخابات الرئاسية في عام 2016، ولكن تم تأجيلها عدة مرات. تم أخيرًا يوم 26 يناير 2017 اختيار موعد إجراء الانتخابات وهو يوم 8 فبراير، وآخر موعد للتسجيل كان قبل 29 يناير 2017. جرت الانتخابات في مطار آدم عدي الدولي، مقديشو.

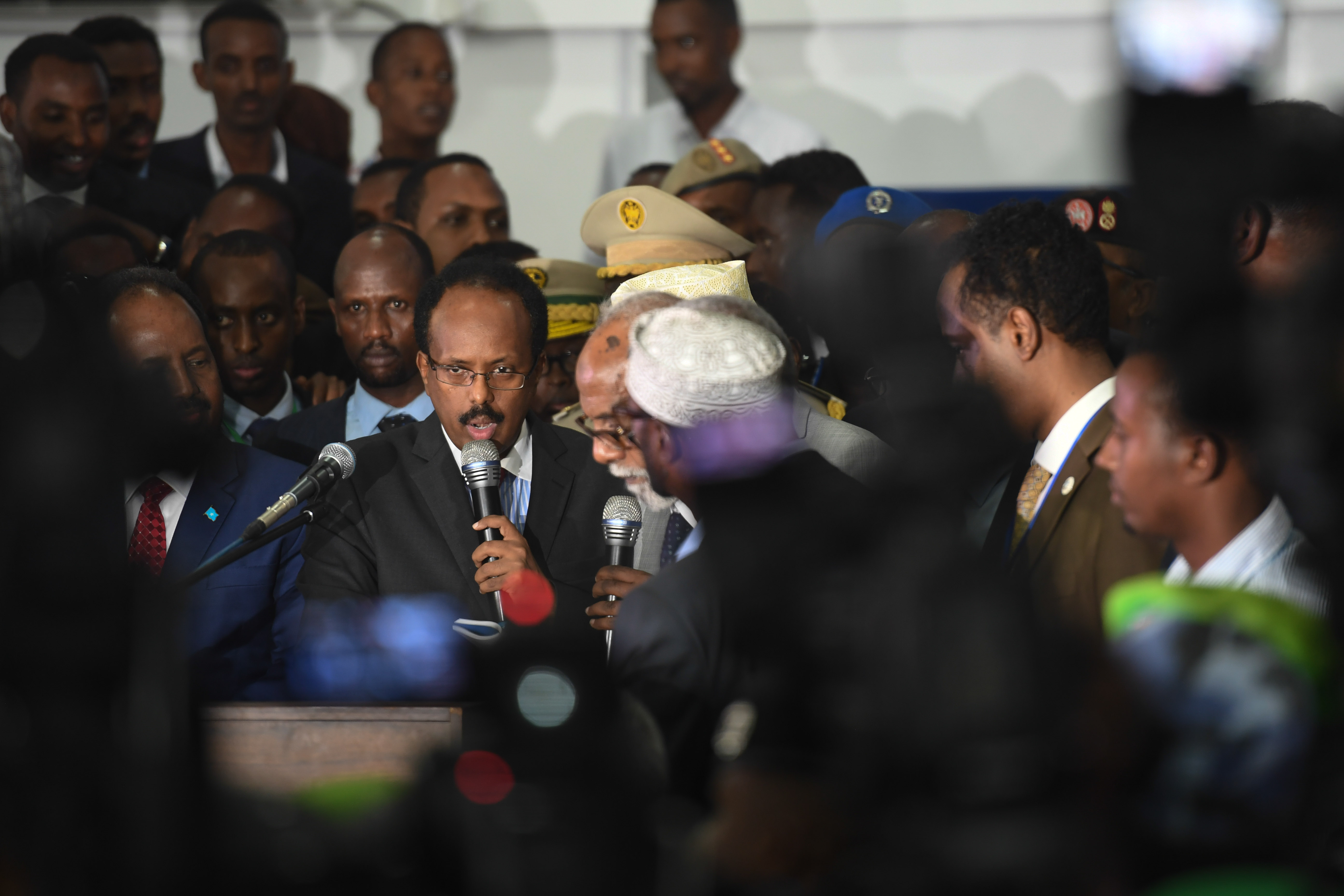
الرئيس فرماجو يؤدي اليمين الدستورية

في يوم 8 فبراير 2017 تم إعلان فوز محمد عبد الله محمد رئيسا للصومال ولقد تسلم السلطة بعد الرئيس الصومالي السابق حسن شيخ محمود.